# Jardim de Angicos
Jardim de Angicos est une municipalité brésilienne située dans l'État du Rio Grande do Norte.

## Personnalités liées à la ville
- Alzira Soriano (1897-1963), femme politique, y est née